# Diogo Amaral
Diogo Amaral est un acteur, doubleur et mannequin portugais, né le 26 novembre 1981 à Lisbonne.

## Filmographie

### Longs métrages
- 2010 : A Bela e o Paparazzo d'António-Pedro Vasconcelos : Jerónimo
- 2013 : Trilho de Gonçalo Silva
- 2017 : Peur bleue (Perdidos) de Sérgio Graciano : Jaime
- 2018 : La Reine morte (Pedro e Inês d'António Ferreira : Pedro

### Courts métrages
- 2014 : Contactos 2.0 de Bernardo Almeida et Rodrigo Duvens Pinto : Jorge Godinho
- 2014 : Payload de Sonat Duyar et Patrício Faísca : le gardien
- 2015 : Tales from the Circus de Teresa Ramos : Ulysses

### Téléfilm
- 2013 : Sabores e Sentidos d'Afonso Pimentel : Zé Nuno

### Séries télévisées
- 2002 : Sonhos Traídos : Martim Sousa (170 épisodes)
- 2003-2004 : Morangos com Açúcar : Ricardo Moura Bastos (356 épisodes)
- 2005-2006 : Mundo Meu : Guilherme Gomes (205 épisodes)
- 2006 : Aqui não há quem viva : Estafeta (saison 2, épisode 18)
- 2006-2007 : Floribella : Frederico Fritzenwalden (289 épisodes)
- 2007 : Vingança : Inácio (27 épisodes)
- 2007 : Fascínios : Óscar Ventura, en 1961 (8 épisodes)
- 2008 : Casos da Vida : Leonardo (saison 1, épisode 2 : O Caso Mariana)
- 2008 : Casos da Vida : Gonçalo Branco (saison 1, épisode 8 : Primavera Todo o Ano)
- 2008 : Casos da Vida : João (saison 1, épisode 23 : O Pedido)
- 2008-2009 : Olhos nos Olhos : Joaquim Carvalho e Silva (97 épisodes)
- 2009 : Equador : Zé Maria (16 épisodes)
- 2009-2010 : Sentimentos : Diogo Tavares (344 épisodes)
- 2010-2011 : Espírito Indomável : Rafael Figueira (336 épisodes)
- 2012-2013 : Doce Tentação : Tiago Marques Flor / Vilaverde (361 épisodes)
- 2013-2014 : Belmonte : Pedro Belmonte (269 épisodes)
- 2014 : O Bairro : Mendigo (2 épisodes)
- 2014-2015 : Jardins Proibidos : Eduardo Câmara (310 épisodes)
- 2016-2017 : La Vengeance de Veronica (A Impostora) : Gustavo Martins (340 épisodes)
- 2018 : Vidas Opostas : Jorge Vaz (210 épisodes)
- 2019 : Golpe de Sorte : Padre Aníbal Dantas (122 épisodes)
- 2019-2020 : Terra Brava : Marco Paulo (310 épisodes)